# مدار ۲۵ درجه جنوبی
مدار ۲۵ درجه جنوبی، دایره‌ای از عرض جغرافیایی است که در ۲۵ درجهٔ جنوبی خط استوا  قرار دارد.

## گذر از مناطق
از نصف‌النهار مبدأ شروع می‌شود و به سمت مشرق ۲۵ درجه جنوبی از موارد زیر گذر می‌کند:
| مختصات‌ها                                             | کشور، قلمرو یا دریا | توضیحات                                                                  |
| ---------------------------------------------------- | ------------------- | ------------------------------------------------------------------------ |
| ۲۵°۰′ جنوبی ۰°۰′ شرقی / ۲۵٫۰۰۰°جنوبی ۰٫۰۰۰°شرقی      | اقیانوس اطلس        |                                                                          |
| ۲۵°۰′ جنوبی ۱۴°۵۰′ شرقی / ۲۵٫۰۰۰°جنوبی ۱۴٫۸۳۳°شرقی   | نامیبیا             |                                                                          |
| ۲۵°۰′ جنوبی ۲۰°۰′ شرقی / ۲۵٫۰۰۰°جنوبی ۲۰٫۰۰۰°شرقی    | آفریقای جنوبی       | کیپ شمالی                                                                |
| ۲۵°۰′ جنوبی ۲۰°۲۰′ شرقی / ۲۵٫۰۰۰°جنوبی ۲۰٫۳۳۳°شرقی   | بوتسوانا            |                                                                          |
| ۲۵°۰′ جنوبی ۲۵°۵۰′ شرقی / ۲۵٫۰۰۰°جنوبی ۲۵٫۸۳۳°شرقی   | آفریقای جنوبی       | North West لیمپوپو North West Limpopo امپومالانگا Limpopo Mpumalanga     |
| ۲۵°۰′ جنوبی ۳۲°۲′ شرقی / ۲۵٫۰۰۰°جنوبی ۳۲٫۰۳۳°شرقی    | موزامبیک            |                                                                          |
| ۲۵°۰′ جنوبی ۳۴°۴′ شرقی / ۲۵٫۰۰۰°جنوبی ۳۴٫۰۶۷°شرقی    | اقیانوس هند         | کانال موزامبیک                                                           |
| ۲۵°۰′ جنوبی ۴۴°۲′ شرقی / ۲۵٫۰۰۰°جنوبی ۴۴٫۰۳۳°شرقی    | ماداگاسکار          |                                                                          |
| ۲۵°۰′ جنوبی ۴۷°۰′ شرقی / ۲۵٫۰۰۰°جنوبی ۴۷٫۰۰۰°شرقی    | اقیانوس هند         |                                                                          |
| ۲۵°۰′ جنوبی ۱۱۳°۷′ شرقی / ۲۵٫۰۰۰°جنوبی ۱۱۳٫۱۱۷°شرقی  | استرالیا            | استرالیای غربی - Dorre Island                                            |
| ۲۵°۰′ جنوبی ۱۱۳°۷′ شرقی / ۲۵٫۰۰۰°جنوبی ۱۱۳٫۱۱۷°شرقی  | اقیانوس هند         | Geographe Channel                                                        |
| ۲۵°۰′ جنوبی ۱۱۳°۳۹′ شرقی / ۲۵٫۰۰۰°جنوبی ۱۱۳٫۶۵۰°شرقی | استرالیا            | استرالیای غربی قلمرو شمالی (استرالیا) کوئینزلند                          |
| ۲۵°۰′ جنوبی ۱۵۲°۳۰′ شرقی / ۲۵٫۰۰۰°جنوبی ۱۵۲٫۵۰۰°شرقی | دریای کورال         |                                                                          |
| ۲۵°۰′ جنوبی ۱۵۳°۱۳′ شرقی / ۲۵٫۰۰۰°جنوبی ۱۵۳٫۲۱۷°شرقی | استرالیا            | کوئینزلند - جزیره فریزر                                                  |
| ۲۵°۰′ جنوبی ۱۵۳°۲۱′ شرقی / ۲۵٫۰۰۰°جنوبی ۱۵۳٫۳۵۰°شرقی | دریای کورال         |                                                                          |
| ۲۵°۰′ جنوبی ۱۶۴°۵۵′ شرقی / ۲۵٫۰۰۰°جنوبی ۱۶۴٫۹۱۷°شرقی | اقیانوس آرام        | گذرکردن از شمال جزایر پیت‌کرن                                             |
| ۲۵°۰′ جنوبی ۷۰°۲۸′ غربی / ۲۵٫۰۰۰°جنوبی ۷۰٫۴۶۷°غربی   | شیلی                |                                                                          |
| ۲۵°۰′ جنوبی ۶۸°۲۴′ غربی / ۲۵٫۰۰۰°جنوبی ۶۸٫۴۰۰°غربی   | آرژانتین            |                                                                          |
| ۲۵°۰′ جنوبی ۵۸°۸′ غربی / ۲۵٫۰۰۰°جنوبی ۵۸٫۱۳۳°غربی    | پاراگوئه            |                                                                          |
| ۲۵°۰′ جنوبی ۵۴°۲۷′ غربی / ۲۵٫۰۰۰°جنوبی ۵۴٫۴۵۰°غربی   | برزیل               | پارانا (برزیل) ایالت سائوپائولو - حدود 20km Paraná - حدود 15km São Paulo |
| ۲۵°۰′ جنوبی ۴۷°۵۲′ غربی / ۲۵٫۰۰۰°جنوبی ۴۷٫۸۶۷°غربی   | اقیانوس اطلس        |                                                                          |